# صبغة متلألئة
الصًبغة المتلالئة (باللاتينية: Phytolacca pruinosa) نوع نباتي يتبع جنس الصًبغة من الفصيلة الصبغية (باللاتينية: Phytolaccaceae). النبات عالي السمية.

## البيئة والانتشار
موطنه بلاد الشام وقبرص وتركيا